# Ekaterina Samucevič
Ekaterina Stanislavovna Samucevič (in russo Екатери́на Станисла́вовна Самуце́вич?, traslitterazione anglosassone Yekaterina Stanislavovna Samutsevich; 9 agosto 1982) è una cantante e attivista russa.
Ex membro del gruppo punk femminista Pussy Riot e del gruppo artistico Vojna. Il 17 agosto 2012 è stata dichiarata colpevole di "teppismo e istigazione all'odio religioso" per l'esibizione di protesta contro Putin svolta nella Cattedrale di Cristo Salvatore a Mosca, per la quale è stata condannata a due anni di reclusione. Successivamente il tribunale di Mosca, a seguito del ricorso, ha modificato la condanna di Ekaterina Samucevič a due anni di libertà vigilata, in seguito all'argomentazione del suo avvocato secondo cui era stata fermata dalle guardie della cattedrale prima che potesse estrarre la chitarra dalla custodia. È stata riconosciuta come prigioniera politica dall'Unione di Solidarietà con i prigionieri politici. Amnesty International l'ha definita prigioniero di coscienza a causa della "gravità della reazione delle autorità russe".

## Biografia
Dopo essersi laureata all'Università di ingegneria energetica di Mosca “MEI”, ha lavorato come programmatrice per l’industria della difesa Morinformsystem-Agat, partecipando allo sviluppo del software per il sottomarino K-152 Nerpa per due anni. Dopo aver lasciato l'industria ha continuato a lavorare come programmatrice freelance. Nel 2009, si è diplomata alla scuola di fotografia e multimedia di Rodčenko.
Samucevič è stata membro del gruppo artistico Vojna dal 2007. Nel 2010, ha partecipato all'azione di protesta del medesimo gruppo che consisteva nel disperdere circa 3.000 scarafaggi del Madagascar nel corridoio del tribunale di Taganskij. Per ironia della sorte, Samucevič è stata successivamente processata nello stesso edificio a causa del suo coinvolgimento nel caso delle Pussy Riot.
Da gennaio a marzo 2011, ha preso parte all’"Operazione bacia la spazzatura”. L'azione di protesta è stata programmata per l'entrata in vigore della legge sulla polizia e vedeva coinvolte le ragazze del gruppo che, nelle stazioni e strade di Mosca, tentavano di baciare le poliziotte. Quest’azione è stata principalmente una protesta anti-governativa ma ha causato polemiche dal momento che un bacio senza consenso potrebbe essere considerato una violenza sessuale. A fine gennaio 2015 si è appellata alla Corte suprema della Russia per modificare l'opinione del tribunale di Mosca che non ha annullato la condanna ai membri delle Pussy Riot. La Corte suprema ha rifiutato di modificare la sentenza.